# Сарана, Иван Петрович
Иван Петрович Сарана (1912—1944) — участник Великой Отечественной войны, командир взвода 56-го отдельного танкового полка (6-й гвардейский механизированный корпус, 4-я танковая армия, 1-й Украинский фронт), гвардии младший лейтенант. Танкист-снайпер. Герой Советского Союза.

## Биография
Родился в июне 1912 года на хуторе Широкий области Войска Донского (ныне Чертковского pайона Ростовской области) в семье крестьянина. Русский.
Окончил 7 классов, работал комбайнёром в селе Маньково.
В 1931—1933 годах был на службе в Красной Армии. В 1935 году Иван переехал на постоянное жительство в станицу Раевскую (ныне в составе города Новороссийска), работал председателем станичного сельпо.
На фронт Великой Отечественной войны мобилизован 22 июня 1941 года Новороссийским горвоенкоматом. В 1942 году окончил Курганинское танковое училище, стал командиром танкового подразделения. В действующей армии — с июля 1943 года. Член КПСС с 1943 года.
24 апреля 1944 года младший лейтенант Сарана отличился в боях в районе села Юзефка (Коломыйский район, Ивано-Франковская область, Украина). Танк Ивана Сараны вступил в неравный бой с 16-ю немецкими танками и двумя батальонами пехоты. Было уничтожено 3 немецких танка «Тигр», 2 бронемашины и около 60 гитлеровцев. После того, как его танк был подбит, Сарана не покинул поле боя, продолжал отражать вражеские атаки в составе стрелкового подразделения.
Умер 28 апреля 1944 года от ран, похоронен в городе Заставна Черновицкой области Украины.

## Память
- В станице Раевской у школы № 24 Герою установлен бюст.
- Имя Сараны носят аллея в станице Раевской и пионерская дружина в селе Щедровка Чертковского района.

## Награды
- Звание Героя Советского Союза присвоено 2 августа 1944 года посмертно.
- Награждён орденами Ленина, Красной Звезды, медалями.